# Lakhnafif
Lakhnafif  (in arabo الخنانيف‎?) è un centro abitato e comune rurale del Marocco situato nella provincia di Taroudant, regione di Souss-Massa. Conta una popolazione di 9 936 abitanti (censimento 2014).